# 長打 (象棋)
在象棋類遊戲裡，长打是指在对局过程中，出現循環的局面。

## 定义
- 长将：走子连续不停照将而形成循环达三次的，称为“长将”，如果首着吃子则不计算在内。
- 长捉：走子连续追捉一子或数子而形成循环着，称为“长捉”。
- 长杀：走子连续不停杀着而形成循环着，称为“长杀”。[1]

## 判决

### 西洋棋
根據三次重複原則，若局面重複三次，則任何一方可提出和棋，另一方不得拒絕；若重複五次，則直接和局。

### 日本將棋
長打在日本將棋裡又稱作千日手。如果某方長將（連續王手）造成千日手，則判長將的一方為負，否則應判和局。

### 中國象棋
在大部分地區的比賽，都是根據亞洲棋規作判決。
- 長將為「禁止著法」。
- 直接長捉同一子為「禁止著法」（分捉多子或要抽吃不算）。
- 其他都為「允許著法」。

在中國內地的比賽，是根據中國棋規作判決。中國棋規比亞洲棋規較為嚴謹。
长將、长殺、长捉（捉未过河的兵、卒不算）都為「禁止著法」；而一方只要有一著為閒著，即為「允許著法」。
若走子兼具多種作用時，應從嚴處理：
- 同時「將」和「殺」算作「將」。
- 同時「將」和「捉」算作「將」。
- 同時「殺」和「捉」算作「殺」。

#### 「將、帥」與「兵、卒」的處理
- 「將、帥」被允許用以「長捉」，算作「允許著法」。
- 捉未過河的「兵、卒」，算作「閒」。
- 「兵、卒」用以「捉」（不包括「將」與「殺」），算作「閒」；但在雙方「長打」的情況下，仍然算「打」。

#### 判決方法
- 在任何情況下，單方長將者，不變判負。
- 當雙方皆為「允許著法」或「禁止著法」（不包括單方長將）時，雙方不變判和。
- 一方為「允許著法」，而另一方為「禁止著法」時，走「禁止著法」方應變著，否則不變判負。

## 棋例
| 长将棋例（一）1.伡二进一 将４进１ 2.伡二退一 将４退１ 3.伡二进一 将４进１ …… （红方长将，需变着，不变判负） | 长将棋例（二）1.伡四平五 将５平６ 2.伡五平四 将６平５ 3.伡四平五 将５平６ …… （虽然红方除了“长将”外，无其他棋可走，但依照棋规，在任何情况下，单方长将均属禁止着法，所以红方仍会被判负） | 长将棋例（三）1. 伡四平五 砲６平５ 2. 伡五平四 砲５平６ 3. 伡四平五 砲６平５ …… （红黑双方互相长将，双方不变作和） |

| 长捉棋例1. 伡七进一 砲２进１ 2. 伡七退一 砲２退１ 3. 伡七进一 砲２进１ …… （红方长捉黑砲，需变着，不变判负） | 长杀棋例1. 㐷三退五（伏伡二进三杀） 将４平５ 2. 㐷五进三（伏伡二进三杀） 将５平４ 3. 㐷三退五 将４平５ …… （按中国棋规，红方长杀，需变着，不变判负） |